# Кононов, Виктор Евгеньевич
Виктор Евгеньевич Кононов (родился 26 мая 1996 года в Красноярске, Красноярский край) — российский регбист, внутренний трехчетвертной, игрок команды «Енисей-СТМ» и Крайний трехчетвертной сборной России.

## Биография

### Карьера игрока
Воспитанник клубной академии. За основную команду заявлен в середине 2015 года. Первоначально выступал в третьей линии (фланкером или восьмым номером). Обратил на себя внимание тренеров сборной России по регби-7, однако там получил серьёзную травму руки и полностью пропустил сезон 2016 года. 2017 год вместе с ещё несколькими молодыми регбистами «Енисея-СТМ» (Чурашов, Суслов) отправился в аренду в «Металлург». Вернувшись в стан «тяжелой машины» стал чемпионом и по итогам сезона получил клубную награду «Открытие 2018».

### Карьера в сборной
Первоначально дебютировал в сборной России по регби-7 в 2015 году. После того, как преодолел последствия травмы и вышел на высокий уровень, удостоился вызова в сборную по пятнашке. Дебютировал в победном матче (57-3) против Германии 18 марта 2018 года. Первую попытку положил в матче с Бельгией 17 февраля 2019 года.

## Достижения
- Чемпион России: 2018, 2019
- Обладатель Кубка России: 2017, 2020